# Samsung
Samsung Group (삼성그룹/Samseong Geurup eller Samsung) er en sydkoreansk multinational konglomeratvirksomhed med hovedsæde i Samsung Town, Seoul. Virksomheden består af talrige datterselskaber og associerede virksomheder, de fleste forenet under Samsung-mærket. Samsung er Sydkoreas største chaebol.
Fremtrædende Samsung datterselskaber inkluderer Samsung Electronics (verdens største itvirksomhed målt på omsætning i 2010), Samsung Heavy Industries (verdens næststørste skibsbygger målt på omsætning i 2010), og Samsung Engineering og Samsung C&T Corporation (verdens 35. og 72. største konstruktionsvirksomheder). Andre notable datterselskaber er Samsung Life Insurance (verdens 14. største forsikringsselskab), Samsung Everland (Den ældste forlystelsespark i Sydkorea) og Cheil Worldwide (verdens 19. største reklamebureau målt på omsætning i 2010).
Samsungs produkter udgør omkring 1/4 af Sydkoreas samlede eksport og omsætningen er større end mange landes BNP; i 2006 ville det have været verdens 35. største økonomi. Virksomheden har stor indflydelse på Sydkoreas økonomiske udvikling, politik, medier, kultur og det har været en betydelig kraft bag "Miraklet ved Hanfloden".

## Navnet Samsung
Ifølge grundlæggeren af Samsung Group, så er betydningen af de koreanske skrifttegn for Samsung "trestjernet" eller "tre stjerner". Ordet tre refererer til noget stort, talrigt og magtfuldt. Stjernerne betyder for evigt.

## Datterselskaber og associerede selskaber
Pr. april 2011 havde Samsung Group 59 unoterede selskaber og 19 børsnoterede selskaber, alle var børsnoterede på Korea Exchange.

### Børsnoterede selskaber
| Virksomhed                | Symbol | Virksomhed                      | Symbol |
| ------------------------- | ------ | ------------------------------- | ------ |
| Samsung C&T Corporation   | 000830 | Shilla Hotels and Resorts       | 008770 |
| Samsung Securities        | 016360 | Samsung Fine Chemicals          | 004000 |
| Samsung SDI               | 006400 | SI Corporation                  | 012750 |
| Samsung Electro-Mechanics | 009150 | Samsung Fire & Marine Insurance | 000810 |
| Samsung Engineering       | 028050 | Samsung Electronics             | 005930 |
| Samsung Techwin           | 012450 | Samsung Life Insurance          | 032830 |
| Cheil Industries          | 001300 | Samsung Card                    | 029780 |
| Samsung Heavy Industries  | 010140 | Cheil Worldwide                 | 030000 |
| Imarket Korea             | 122900 | Credu                           | 067280 |
| Ace Digitech              | 036550 |                                 |        |

### Unoterede selskaber
Blandt de unoterede selskaber var bl.a.:
- Harman International Industries (AKG Acoustics, Bang & Olufsen Automotive[16] Harman Becker Automotive Systems, Bowers & Wilkins[17], dbx, harman/kardon, Infinity, JBL)
- Samsung Biologics
- Samsung Corning Precision Glass
- Toshiba Samsung Storage Technology Corporation
- SB Limotive
- Everland
- Samsung Total
- Samsung Medical Center
- Vulkan (API)

## Samsungs historie
I marts 1938 startede Byung-Chull Lee Samsung i Daegu (Korea) med en startkapital på 30.000 won. Firmaet fokuserede på daværende tidspunkt mest på eksport og salg af koreanske fisk, grøntsager og frugt fra Manchuriet og Beijing.